# Alberto Malusci
Alberto Malusci (Pistoia, 23 giugno 1972) è un ex calciatore italiano, di ruolo difensore.

## Carriera

### Club
Inizia la sua carriera con la Fiorentina dove gioca per otto campionati, di cui uno in Serie B. In maglia viola totalizza oltre 100 presenze (la prima che segna anche l'esordio in Serie A il 22 ottobre 1989 contro la Sampdoria) mettendo a segno 4 reti di cui due in Serie B. Con la Fiorentina vince la Coppa Italia 1995-1996 e perse la doppia finale di Coppa UEFA 1989-1990 contro la Juventus.
Nel 1996-1997 emigra in Francia passando al Marsiglia per 2,4 miliardi di lire. Con i transalpini gioca praticamente una sola stagione perché ad ottobre del 1998 viene ceduto in prestito al Foggia che milita in Serie B.
A fine campionato rientra al Marsiglia, e a ottobre del 1999 viene prelevato dal Cosenza. Con i calabresi disputa due stagioni tra i cadetti per poi passare al Lecce che lo ingaggia facendogli riassaporare la Serie A.
Nella stagione 2002-2003 torna in Serie B vestendo la maglia rossazzurra del Catania. Dopo un solo anno torna a fare una nuova esperienza all'estero, questa volta in Belgio indossando prima la maglia del Mons (2003-2004) e l'anno dopo quella del Brussels (2004-2005).
Poi torna in Italia accettando un ingaggio della Sangiovannese, squadra toscana che milita in Serie C1 dove riesce a giocare una sola partita prima di svincolarsi a gennaio.
La stagione successiva si accasa al Quarrata, società della provincia pistoiese che milita nel campionato di Eccellenza. Passa poi al campionato UISP di Pistoia dove gioca con Casini e Le Querci.

### Nazionale
Ha fatto parte sia dell'Italia under 18 sia dell'Italia under 21 con la quale ha vinto l'Europeo di categoria nel 1992.

## Statistiche

### Presenze e reti nei club
Statistiche aggiornate al 30 giugno 2007.
| Stagione                   | Squadra                    | Campionato                 | Campionato | Campionato | Coppe nazionali | Coppe nazionali | Coppe nazionali | Coppe continentali | Coppe continentali | Coppe continentali | Altre coppe | Altre coppe | Altre coppe | Totale | Totale |
| Stagione                   | Squadra                    | Comp                       | Pres       | Reti       | Comp            | Pres            | Reti            | Comp               | Pres               | Reti               | Comp        | Pres        | Reti        | Pres   | Reti   |
| -------------------------- | -------------------------- | -------------------------- | ---------- | ---------- | --------------- | --------------- | --------------- | ------------------ | ------------------ | ------------------ | ----------- | ----------- | ----------- | ------ | ------ |
| 1989-1990                  | Fiorentina                 | A                          | 11         | 0          | CI              | 1               | 0               | CU                 | 4                  | 0                  | -           | -           | -           | 16     | 0      |
| 1990-1991                  | Fiorentina                 | A                          | 21         | 0          | CI              | 5               | 0               | -                  | -                  | -                  | -           | -           | -           | 26     | 0      |
| 1991-1992                  | Fiorentina                 | A                          | 26         | 2          | CI              | 3               | 0               | -                  | -                  | -                  | -           | -           | -           | 29     | 2      |
| 1992-1993                  | Fiorentina                 | A                          | 0          | 0          | CI              | 0               | 0               | -                  | -                  | -                  | -           | -           | -           | 0      | 0      |
| 1993-1994                  | Fiorentina                 | B                          | 33         | 2          | CI              | 5               | 0               | -                  | -                  | -                  | -           | -           | -           | 38     | 2      |
| 1994-1995                  | Fiorentina                 | A                          | 30         | 0          | CI              | 6               | 1               | -                  | -                  | -                  | -           | -           | -           | 36     | 1      |
| 1995-1996                  | Fiorentina                 | A                          | 10         | 0          | CI              | 3               | 0               | -                  | -                  | -                  | -           | -           | -           | 13     | 0      |
| Totale Fiorentina          | Totale Fiorentina          | Totale Fiorentina          | 131        | 4          |                 | 23              | 1               |                    | 4                  | 0                  |             |             |             | 158    | 5      |
| 1996-1997                  | Olympique Marsiglia        | D1                         | 27         | 0          | CF+CdL          | 1+2             | 0               | -                  | -                  | -                  | -           | -           | -           | 30     | 0      |
| 1997-gen.1998              | Olympique Marsiglia        | D1                         | 0          | 0          | CF+CdL          | 0               | 0               | -                  | -                  | -                  | -           | -           | -           | 0      | 0      |
| gen.-giu.1998              | Foggia                     | B                          | 13         | 0          | CI              | 0               | 0               | -                  | -                  | -                  | -           | -           | -           | 13     | 0      |
| 1998-set.1998              | Olympique Marsiglia        | D1                         | 0          | 0          | CF+CdL          | 0               | 0               | -                  | -                  | -                  | -           | -           | -           | 0      | 0      |
| Totale Olympique Marsiglia | Totale Olympique Marsiglia | Totale Olympique Marsiglia | 27         | 0          |                 | 3               | 0               |                    |                    |                    |             |             |             | 30     | 0      |
| ott.1998-1999              | Cosenza                    | B                          | 11         | 0          | CI              | 0               | 0               | -                  | -                  | -                  | -           | -           | -           | 11     | 0      |
| 1999-2000                  | Cosenza                    | B                          | 30         | 4          | CI              | 3               | 0               | -                  | -                  | -                  | -           | -           | -           | 33     | 4      |
| Totale Cosenza             | Totale Cosenza             | Totale Cosenza             | 41         | 4          |                 | 3               | 0               |                    |                    |                    |             | -           | -           | 44     | 4      |
| 2000-2001                  | Lecce                      | A                          | 12         | 0          | CI              | 4               | 0               | -                  | -                  | -                  | -           | -           | -           | 16     | 0      |
| 2001-2002                  | Lecce                      | A                          | 6          | 0          | CI              | 2               | 0               | -                  | -                  | -                  | -           | -           | -           | 8      | 0      |
| Totale Lecce               | Totale Lecce               | Totale Lecce               | 18         | 0          |                 | 6               | 0               |                    |                    |                    |             | -           | -           | 24     | 0      |
| 2002-2003                  | Catania                    | B                          | 12         | 0          | CI              | 1               | 0               | -                  | -                  | -                  | -           | -           | -           | 13     | 0      |
| 2003-2004                  | Mons                       | D1                         | 22         | 1          | CB              | 0               | 0               | -                  | -                  | -                  | -           | -           | -           | 22     | 1      |
| 2004-2005                  | Brussels                   | D1                         | 10         | 0          | CB              | 1               | 0               | -                  | -                  | -                  | -           | -           | -           | 11     | 0      |
| 2005-gen.2006              | Brussels                   | D1                         | 0          | 0          | CB              | 0               | 0               | -                  | -                  | -                  | -           | -           | -           | 0      | 0      |
| Totale Brussels            | Totale Brussels            | Totale Brussels            | 10         | 0          |                 | 1               | 0               |                    |                    |                    |             | -           | -           | 11     | 0      |
| gen.-giu.2006              | Mons                       | D2                         | 15         | 0          | CB              | 0               | 0               | -                  | -                  | -                  | -           | -           | -           | 15     | 0      |
| Totale Mons                | Totale Mons                | Totale Mons                | 37         | 1          |                 | 0               | 0               |                    |                    |                    |             | -           | -           | 37     | 1      |
| 2006-2007                  | Sangiovannese              | C1                         | 1          | 0          | CI              | 0               | 0               | -                  | -                  | -                  | -           | -           | -           | 1      | 0      |
| Totale carriera            | Totale carriera            | Totale carriera            | 290        | 9          |                 | 37              | 1               |                    | 4                  | 0                  |             |             |             | 331    | 10     |

### Cronologia presenze e reti in nazionale
| Cronologia completa delle presenze e delle reti in nazionale ― Italia under 21 | Cronologia completa delle presenze e delle reti in nazionale ― Italia under 21 | Cronologia completa delle presenze e delle reti in nazionale ― Italia under 21 | Cronologia completa delle presenze e delle reti in nazionale ― Italia under 21 | Cronologia completa delle presenze e delle reti in nazionale ― Italia under 21 | Cronologia completa delle presenze e delle reti in nazionale ― Italia under 21 | Cronologia completa delle presenze e delle reti in nazionale ― Italia under 21 | Cronologia completa delle presenze e delle reti in nazionale ― Italia under 21 |
| Data                                                                           | Città                                                                          | In casa                                                                        | Risultato                                                                      | Ospiti                                                                         | Competizione                                                                   | Reti                                                                           | Note                                                                           |
| ------------------------------------------------------------------------------ | ------------------------------------------------------------------------------ | ------------------------------------------------------------------------------ | ------------------------------------------------------------------------------ | ------------------------------------------------------------------------------ | ------------------------------------------------------------------------------ | ------------------------------------------------------------------------------ | ------------------------------------------------------------------------------ |
| 26-9-1990                                                                      | Reggio Calabria                                                                | Italia under 21                                                                | 1 – 0                                                                          | Paesi Bassi under 21                                                           | Amichevole                                                                     | -                                                                              |                                                                                |
| 18-10-1990                                                                     | Ferrara                                                                        | Italia under 21                                                                | 1 – 0                                                                          | Ungheria under 21                                                              | Qual. Europeo Under-21 1992                                                    | -                                                                              |                                                                                |
| 5-12-1990                                                                      | Chieti                                                                         | Italia under 21                                                                | 3 – 1                                                                          | Romania under 21                                                               | Amichevole                                                                     | 1                                                                              |                                                                                |
| 19-12-1990                                                                     | Larnaca                                                                        | Cipro under 21                                                                 | 0 – 1                                                                          | Italia under 21                                                                | Amichevole                                                                     | -                                                                              |                                                                                |
| 16-1-1991                                                                      | Atene                                                                          | Grecia under 21                                                                | 1 – 0                                                                          | Italia under 21                                                                | Amichevole                                                                     | -                                                                              |                                                                                |
| 27-2-1991                                                                      | Grosseto                                                                       | Italia under 21                                                                | 0 – 0                                                                          | Polonia under 21                                                               | Amichevole                                                                     | -                                                                              |                                                                                |
| 17-4-1991                                                                      | Andria                                                                         | Italia under 21                                                                | 0 – 0                                                                          | Svezia under 21                                                                | Amichevole                                                                     | -                                                                              |                                                                                |
| 25-9-1991                                                                      | Trollhattan                                                                    | Svezia under 21                                                                | 2 – 2                                                                          | Italia under 21                                                                | Amichevole                                                                     | -                                                                              | 77’                                                                            |
| 13-11-1991                                                                     | Avellino                                                                       | Italia under 21                                                                | 2 – 1                                                                          | Norvegia under 21                                                              | Qual. Europeo Under-21 1992                                                    | -                                                                              |                                                                                |
| 29-1-1992                                                                      | Atene                                                                          | Grecia under 21                                                                | 0 – 1                                                                          | Italia under 21                                                                | Amichevole                                                                     | -                                                                              | 58’                                                                            |
| 19-2-1992                                                                      | Izmir                                                                          | Turchia under 21                                                               | 0 – 1                                                                          | Italia under 21                                                                | Amichevole                                                                     | -                                                                              | 58’                                                                            |
| 22-9-1993                                                                      | Como                                                                           | Italia under 21                                                                | 1 – 0                                                                          | Danimarca under 21                                                             | Amichevole                                                                     | -                                                                              |                                                                                |
| 13-10-1993                                                                     | Avezzano                                                                       | Italia under 21                                                                | 5 – 2                                                                          | Scozia under 21                                                                | Qual. Europeo Under-21 1994                                                    | -                                                                              |                                                                                |
| 16-02-1994                                                                     | Gerusalemme                                                                    | Israele under 21                                                               | 0 – 0                                                                          | Italia under 21                                                                | Amichevole                                                                     | -                                                                              |                                                                                |
| Totale                                                                         |                                                                                | Presenze                                                                       | 14                                                                             |                                                                                | Reti                                                                           | 1                                                                              |                                                                                |

## Palmarès

### Club
- Coppa Italia: 1

Fiorentina: 1995-96
- Campionato italiano di Serie B: 1

Fiorentina: 1993-1994

### Nazionale
- Campionato d'Europa Under-21:

1992